# Fábrica Nacional de Aeronaves de Chile
La Fábrica Nacional de Aeronaves – Chile (FANAERO-Chile), fue una empresa estatal de aeronáutica chilena que funcionó entre 1953-1960, dependiente de la Fuerza Aérea de Chile (FACh).

## Historia
Debido a que la Maestranza Central de Aviación, se encontraba en ese tiempo con su capacidad copada en cuanto a la manutención de aeronaves, y en una manera de centralizar los esfuerzos de trabajo de LAN y la FACh, el gobierno decide impulsar la industria aeronáutica del país, con FANAERO. Creada por DFL 101 publicado en el Diario Oficial con fecha 27 de junio de 1953 del Ministerio de Hacienda, durante el mandato de Carlos Ibáñez del Campo, se encontraba enmarcada dentro de un plan conjunto con la CORFO.

Su objeto será la construcción de toda clase de aeronaves, planeadores, repuestos y demás elementos aeronáuticos que directa o indirectamente se relacionen con las necesidades de la defensa nacional y en general con el fomento de las actividades aeronáuticas en el país.

Podrá además fabricar y comerciar, con toda clase de maquinarias, herramientas y artículos industriales.
Extracto Art.1 DFL 101, Diario Oficial

La dirección y control de la fábrica, era llevado por un Consejo de Administración integrado de la siguiente forma:
- Un Oficial General de la FACh en servicio o en retiro, designado por el presidente de la República, encargado de presidirlo.
- El director de los Servicios de la Fuerza Aérea.
- El director de Tránsito Aéreo.
- Un gerente o subgerente del Banco Central o de la Caja Nacional de Ahorros, designado por el presidente de la República.
- El vicepresidente ejecutivo del Consejo Nacional de Comercio Exterior.
- Un ingeniero o técnico de la Corporación de Fomento de la Producción, designado por el Consejo de ese Organismo.
- El Gerente de la Fábrica Nacional de Aeronaves de Chile.
- Un Auditor de la Fuerza Aérea, designado por el Comandante en Jefe, que tendrá la labor de Fiscal. Dentro del Directorio tendrá derecho a voz, pero no a voto.

En un intento de potenciar la descentralización del país, se planificó que la casa matriz se ubicara en la ciudad de Rancagua, para lo cual se realizaron trabajos de ampliación de la pista de aterrizaje del Aeródromo de la Independencia, además de iniciarse la construcción de amplios hangares, sin embargo, la fábrica no fue terminada.
Debido a las inestabilidades del manejo económico, del gobierno de turno, no hubo grandes avances. Fue disuelta durante el gobierno de Jorge Alessandri.

## Productos
Diseñó el avión de entrenamiento primario Chincol, del cual sólo un ejemplar de demostración se construyó en 1955. Un encargo de 50 aviones nunca se materializó.